# Somewhere Along the Highway
Somewhere Along the Way è il quarto album in studio della band doom metal Cult of Luna, pubblicato il 24 aprile 2006.

## Tracce
1. Marching to the Heartbeats – 3:13
2. Finland – 10:46
3. Back to Chapel Town – 7:09
4. And With Her Came the Birds – 5:58
5. Thirtyfour – 10:00
6. Dim – 11:46
7. Dark City, Dead Man – 15:49

## Formazione
- Martin Gustafson — voce in "Marching to the Heartbeats"
- Thomas Hedlund — batteria
- Andreas Johansson — basso
- Fredrik Kihlberg — chitarra e voce
- Magnus Lindberg — batteria
- Erik Olofsson — chitarra
- Johannes Persson — chitarra e voce
- Klas Rydberg — voce
- Anders Teglund — tastiere